# In the Heights
In the Heights (bra: Em um Bairro de Nova York) é um filme musical de drama americano dirigido por Jon M. Chu, com roteiro de Quiara Alegría Hudes. O filme é baseado no musical de 2007 homônimo de Hudes e Lin-Manuel Miranda, que aparece em um pequeno papel e estrelado por Anthony Ramos no papel de Usnavi de la Vega. Corey Hawkins, Leslie Grace, Melissa Barrera, Olga Merediz, Daphne Rubin-Vega, Gregory Diaz IV, Stephanie Beatriz, Dascha Polanco e Jimmy Smits também estrelam.
In the Heights foi lançado em 18 de junho de 2021 nos Estados Unidos, pela Warner Bros. Pictures.

## Sinopse
O filme conta a história do dono de uma mercearia, Usnavi (Anthony Ramos), que economiza cada centavo do seu dia de trabalho enquanto torce, imagina e canta sobre uma vida melhor.

## Elenco
- Anthony Ramos como Usnavi de la Vega
- Corey Hawkins as Benny
- Leslie Grace como Nina Rosario
  - Ariana Greenblatt como jovem Nina
  - Ariana S. Gomez como Nina com 12 anos
- Melissa Barrera como Vanessa
- Olga Merediz como "Abuela" Claudia
- Daphne Rubin-Vega como Daniela
- Gregory Diaz IV como Sonny de la Vega
- Stephanie Beatriz como Carla
- Dascha Polanco como Cuca
- Jimmy Smits como Kevin Rosario
- Noah Catala como Graffiti Pete
- Marc Anthony como Mr. de la Vega
- Lin-Manuel Miranda como Mr. Piragüero

## Produção
Em 7 de novembro de 2008, a Universal Pictures anunciou que planejava adaptar o musical como um longa-metragem que seria lançado em 2011. Kenny Ortega foi contratado para dirigir o filme, que estava programado para começar a ser filmado no verão de 2011. No entanto, o projeto foi cancelado em março de 2011. Em janeiro de 2012, Lin-Manuel Miranda afirmou que a adaptação para o cinema estava novamente em discussão. Em maio de 2016, foi anunciado que Miranda iria co-produzir o filme com Harvey Weinstein e com o apoio da The Weinstein Company.
Em 10 de junho de 2016, Jon M. Chu foi contratado para dirigir a adaptação cinematográfica do musical.
Na sequência de várias acusações de má conduta sexual feitas contra Weinstein, seu crédito de produtor do filme foi removido, com os direitos do filme eventualmente leiloados para a Warner Bros. por US$ 50 milhões.
Em outubro de 2018, Anthony Ramos foi escalado para o filme para um papel não especificado, mais tarde revelado ser o protagonista de Usnavi. Em 5 de novembro de 2018, foi relatado que Rita Moreno havia iniciado negociações com o estúdio para estrelar o filme, no entanto, pouco depois, isso foi revelado como sendo falso.
Em janeiro de 2019, Corey Hawkins foi escalado para o papel de Benny. Em abril de 2019, Jimmy Smits, Melissa Barrera, Leslie Grace, Olga Merediz, Gregory Diaz, Daphne Rubin-Vega, Stephanie Beatriz e Dascha Polanco foram escalados. Em junho de 2019, Marc Anthony e Lin-Manuel Miranda se juntaram ao elenco.
As filmagens começaram em 3 de junho de 2019 em Nova York.

## Lançamento
In the Heights foi lançado nos Estados Unidos em 18 de junho de 2021. Foi previamente programado para ser lançado em 26 de junho de 2020, mas foi adiado devido à pandemia de COVID-19.
No Brasil, foi lançado em 17 de junho de 2021.

## Recepção
No site do agregador de críticas Rotten Tomatoes, In the Heights tem uma taxa de aprovação de 96% com base em 271 resenhas, com uma classificação média de 8.4 / 10. No Metacritic, o filme tem uma pontuação média ponderada de 84 em 100 com base em 53 críticos, indicando "aclamação universal". O público entrevistado pela CinemaScore deu ao filme uma nota média de "A" em uma escala de A+ a F, enquanto o PostTrak relatou que 88% dos membros do público deram uma pontuação positiva, com 67% dizendo que definitivamente o recomendariam.. O site AdoroCinema afirmou que o filme "celebra a cultura latina" .